# Kościół San Salvador w Wenecji
Kościół San Salvador (nazwa w języku weneckim; wł. chiesa del Santissimo Salvatore, pol. kościół Najświętszego Zbawiciela) – rzymskokatolicki kościół w Wenecji w dzielnicy (sestiere) San Marco. Administracyjnie należy do Patriarchatu Wenecji. Jest kościołem parafialnym parafii SS. Salvatore, wchodzącej w skład wikariatu San Marco–Castello. Dedykowany jest Najświętszemu Zbawicielowi.
Wnętrze stanowi przykład weneckiej architektury renesansowej. Kościół jest znany z impresyjnego obrazu Tycjana Przemienienie Pańskie oraz ukrytego pod nim obrazu, wykonanego z XIV wieku na płycie srebrnej pozłacanej, wystawianego na widok publiczny tylko 3 razy w roku: na Boże Narodzenie, na Wielkanoc oraz w święto Najświętszego Zbawiciela (6 sierpnia).

## Historia

### Pierwotny kościół
Pierwsza fundacja kościoła sięga VII wieku i ma legendarne początki: według niej Jezus Chrystus miał pojawić się we śnie biskupowi św. Magnusowi z Oderzo, aby wskazać mu miejsce w centrum bizantyńskiej wówczas Wenecji, na którym powinien kościół pod jego, Zbawiciela świata wezwaniem.
Z 1141 roku pochodzą pewne ślady istnienia klasztoru kanoników regularnych, który mocno ucierpiał w wyniku pożaru w 1167 roku. Dziesięć lat później papież Aleksander III, który przybył do Wenecji, aby zawrzeć pokój z cesarzem Fryderykiem I Barbarossą, zachęcił dożę Sebastiana Zianiego do ponownego poświęcenia kościoła. W 1184 roku, po radykalnej przebudowie kościół został otwarty. W ostatnich latach XII wieku ponownie go zamknięto, aby dokonać kolejnej przebudowy oraz wyznaczyć strefę cmentarza i teren pod nowy klasztor, którego budowę podjęto w 1213 roku, pod nadzorem przeora Paterniano da Pozzo. Ówczesny romański kościół był trzynawową bazyliką z transeptem, nawiązującą typologicznie – zgodnie z panującą wówczas tradycją – do Bazyliki Grobu Świętego w Jerozolimie. Kościół pod wezwaniem Najświętszego Zbawiciela został powierzony w 1421 roku kanonikom laterańskim, których w 1442 roku, po interwencji pochodzącego z Wenecji papieża Eugeniusza IV zastąpili Kanonicy Regularni św. Zbawiciela Bolonii. Nowi gospodarze świątyni prawdopodobnie przeprowadzili w niej niezbędne prace konserwatorskie.

### Obecny kościół
W 1506 został opracowany kompleksowy program przebudowy kompleksu kościelno-klasztornego, któremu patronował z jednej strony przeor zgromadzenia, Antonio Contarini (późniejszy patriarcha Wenecji), a drugiej – architekci: Giorgio Spavento, pomysłodawca projektu oraz jego następcy, Pietro Lombardo i jego syn Tullio oraz Jacopo Sansovino. Model planimetryczny nawiązywał do kościoła św. Marka; odwoływał się także do kultu starożytnego patrona Wenecji, św. Teodora. Jako datę położenia kamienia węgielnego wybrano 25 marca – rocznicę założenia miasta; wszystko to razem miało podkreślać status nowego kościoła jako świątyni narodowej, w politycznej opozycji do Rzymu. W 1520 roku ukończono apsydę, co umożliwiło odprawianie mszy, w 1530 roku ukończono chór, w 1532 boczny portal, wychodzący na Marzaria, a w 1534 roku ołtarz główny.
Fasada została przebudowana w latach 1649–1663 według projektu Giuseppe Sardiego z dekoracją rzeźbiarską Bernarda Falcone. Po bombardowaniu austriackim pozostała kula armatnia, wbudowana w lewym, dolnym rogu fasady.
Upadek Rzeczypospolitej Weneckiej w 1797 roku i wprowadzone ustawy napoleońskie spowodowały kasację zgromadzenia kanoników, ich kościół stał się własnością państwową, ale w 1806 roku został zwrócony Patriarchatowi. W latach 1868–1879 kościół był zamknięty ze względu na prowadzone prace konserwatorskie.

### Klasztor
Wraz z odbudową kościoła dokonano również radykalnej przebudowy klasztoru; rozebrano stare budynki i rozpoczęto wznoszenie dwóch krużganków o różnej wielkości oraz obszernego refektarza. Projekt większego z nich wykonano w latach 1524–1539, a zbudowano w latach 1540–1566; mniejszy zbudowano w II połowie XVI wieku. Sklepienie klasztornego refektarza pokryły stiuki oraz freski o treści biblijnej i nowotestamentowej. Upadek Rzeczypospolitej Weneckiej w 1797 roku i wprowadzone ustawy napoleońskie spowodowały kasację zgromadzenia kanoników. Ich majątek został włączony do majątku państwowego, a klasztor zamieniono na koszary. Dziś jest on własnością Telecomu, która ulokowała w nim biura swojej dyrekcji.

## Architektura

### Wygląd zewnętrzny
Kościół, ulokowany wewnątrz gęstej, miejskiej zabudowy, wydaje się być przytłoczony przez otaczające go budynki. Jedynym wyjątkiem jest fasada, wychodząca na Campo San Salvador. Pomiędzy kościołem a kanałem Rio di San Salvador rozciąga się klasztor z dwoma obszernymi krużgankami.

#### Fasada

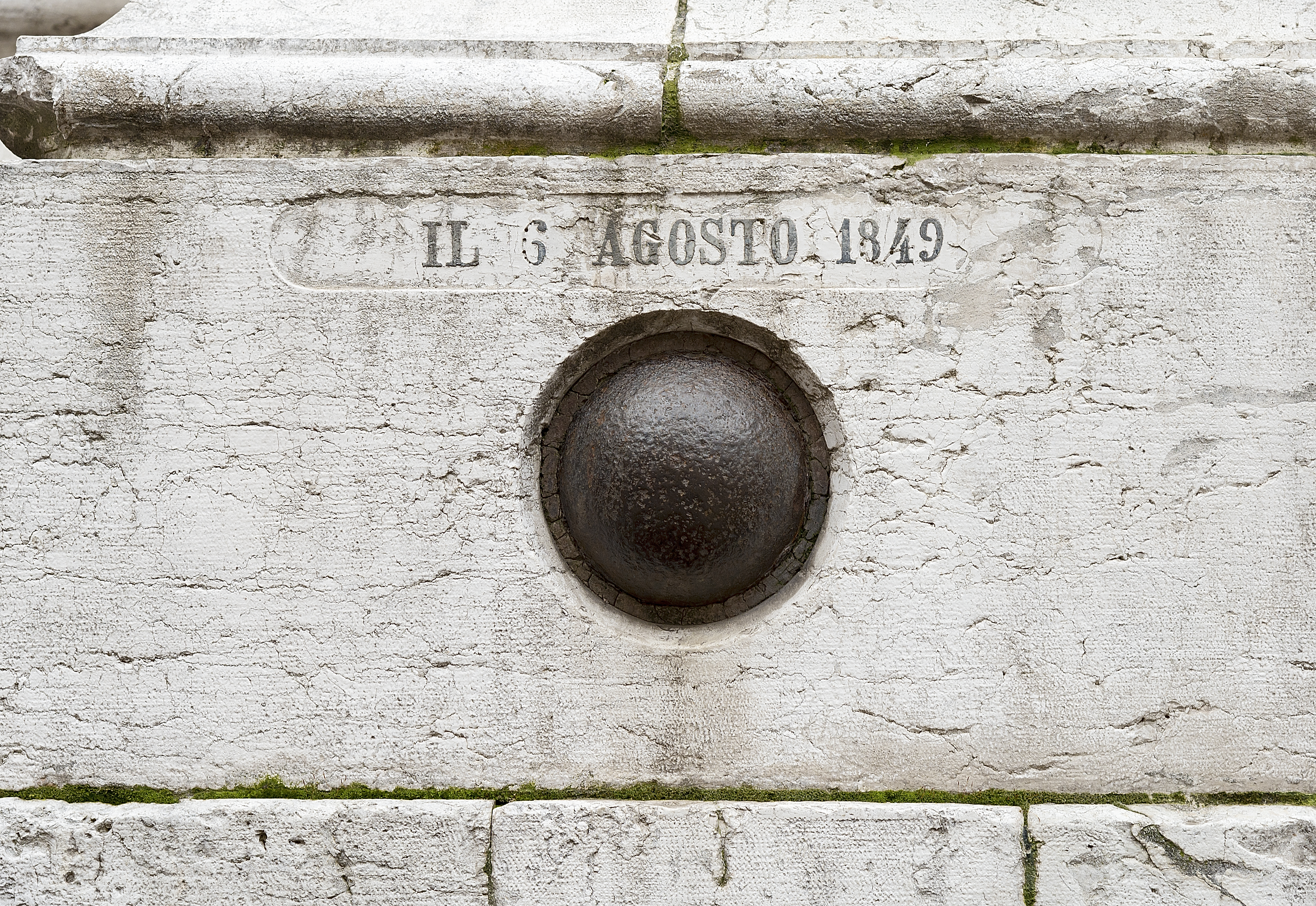
Kula armatnia w fasadzie

Fasada została ukończona później, niż masywny korpus nawowy, bo dopiero w latach 60. XVII wieku, dzięki nakładom zamożnego kupca, Jacopa Gallego i według projektu Giuseppe Sardiego. Monumentalny, wysoki fronton, wznosi się nad podstawą, na której wspierają się również półkolumny korynckie, organizując całość w wielki porządek. Bogaty jest zespół rzeźb, będących dziełem Bernarda Falconiego (II połowa XVIII wieku), wieńczących górną elewację z punktem kulminacyjnym w postaci posągu Odkupiciela. Elementy architektoniczne pochodzenia palladiańskiego, widoczne w portalu, wielkim porządku, sekwencji trójkątnych tympanonów i centralnym oknie pośrodku górnej kondygnacji, przeplatają się z elementami longheniańskimi, ukształtowanymi w XVII wieku, widocznymi w dekoracjach z płyt marmurowych, festonach i wyniosłości posągów. Do portalu prowadzą wysokie schody, pod którymi rozciąga się starożytna krypta. Dopełnienie kompozycyjne fasady kościoła San Salvador oraz placu stanowi fasada znajdującej się w pobliżu Scuola Grande di San Teodoro, będąca dziełem tego samego architekta.

#### Kampanila
Budowę kampanili rozpoczęto w 1206 roku, jednak później, na skutek działania jakiegoś zdarzenia pogodowego, przerwano ją. Kampanila przez wieki pozostawała w stanie ukończonym. Prace podjęto na nowo w roku 1895 podwyższając konstrukcję o 16 m i nadając jej kształt prostej dzwonnicy w stylu romańskim. W latach 1903 i 1911 dokonano wzmocnienia jej fundamentów. Dzwonnica mierzy 23 m wysokości.

## Wnętrze
Kościół ma formę trzynawowej bazyliki na planie krzyża łacińskiego z nawą główną przykrytą 3 kopułami. Założenie naśladuje częściowo plan bazyliki św. Marka, przejmując wiernie rozwiązanie architektoniczne jej nawy głównej, nie tylko co do usytuowania kopuł, ale również proporcji samego planu.

### Prezbiterium

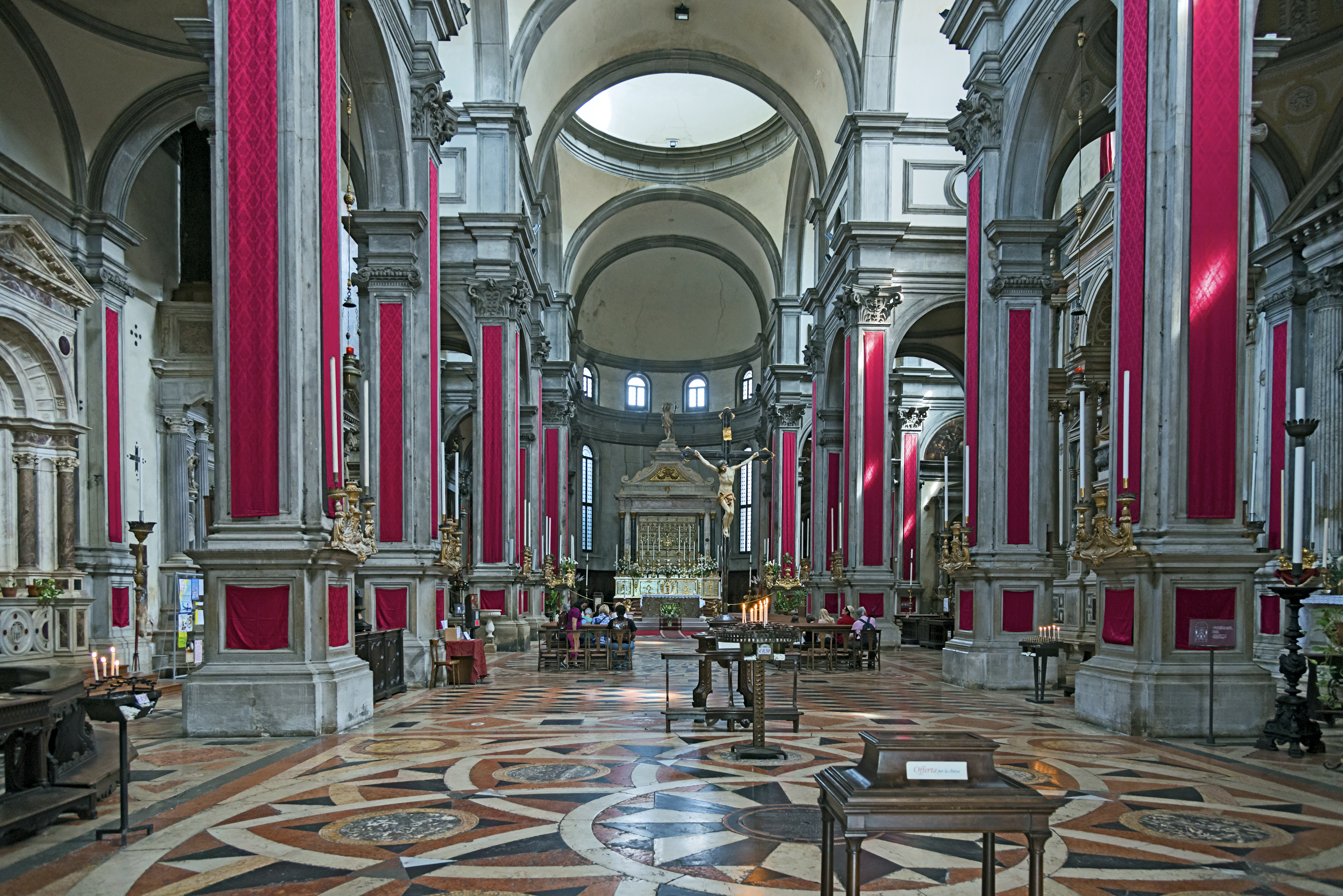
Wnętrze – nawa główna

Prezbiterium jest dziełem Giorgia Spaventa. W marmurowym ołtarzu głównym, wyrzeźbionym przez Guglielma dei Grigi i zwieńczonym posągiem Zbawiciela (1500 rok) znajduje się obraz Przemienienie Pańskie Tycjana, z tyłu natomiast – Pala d’oro (lub pala d’argento dorato), dzieło złotników weneckich z początku XIV wieku, z dodatkami z XV wieku. Obraz wypełniają postacie świętych, Madonny z Dzieciątkiem i symbole Ewangelistów. W centrum kompozycji znajduje się scena Przemienienie Pańskie pomiędzy Mojżeszem i Eliaszem. Obraz jest wystawiany na widok publiczny tylko 3 razy w roku: na Boże Narodzenie, na Wielkanoc oraz w święto Najświętszego Zbawiciela (6 sierpnia). W I dekadzie XXI wieku dzieło zostało odrestaurowane dzięki funduszom fundacji Venetian Heritage Inc. we współpracy z domem mody Louis Vuitton. Zanim powróciło na stałe do kościoła, było wystawione od października 2010 roku do lutego roku następnego na pokazie specjalnym w Muzeum Bodego w Berlinie.

### Apsyda prawej nawy
W apsydzie prawej nawy znajduje się kaplica dedykowana Świętemu Teodorowi (w języku weneckim San Todaro), pierwszemu patronowi Wenecji. W 1551 roku kaplica stała się własnością pobliskiej Scuola Grande di San Teodoro. Znajdująca się na ołtarzu urna zawiera zwłoki Świętego, przywiezione przez Jacopa Daura z Messembrii w Azji Mniejszej do Konstantynopola, a stamtąd przez jego brata Marca do Wenecji, do kościoła San Salvador, który był jego kościołem parafialnym. W ołtarzu kaplicy znajduje się obraz Święty Teodor w glorii Pietra Mery, natomiast na ścianie bocznej – Męczeństwo Świętego Teodora Giovanniego De’ Pitati.

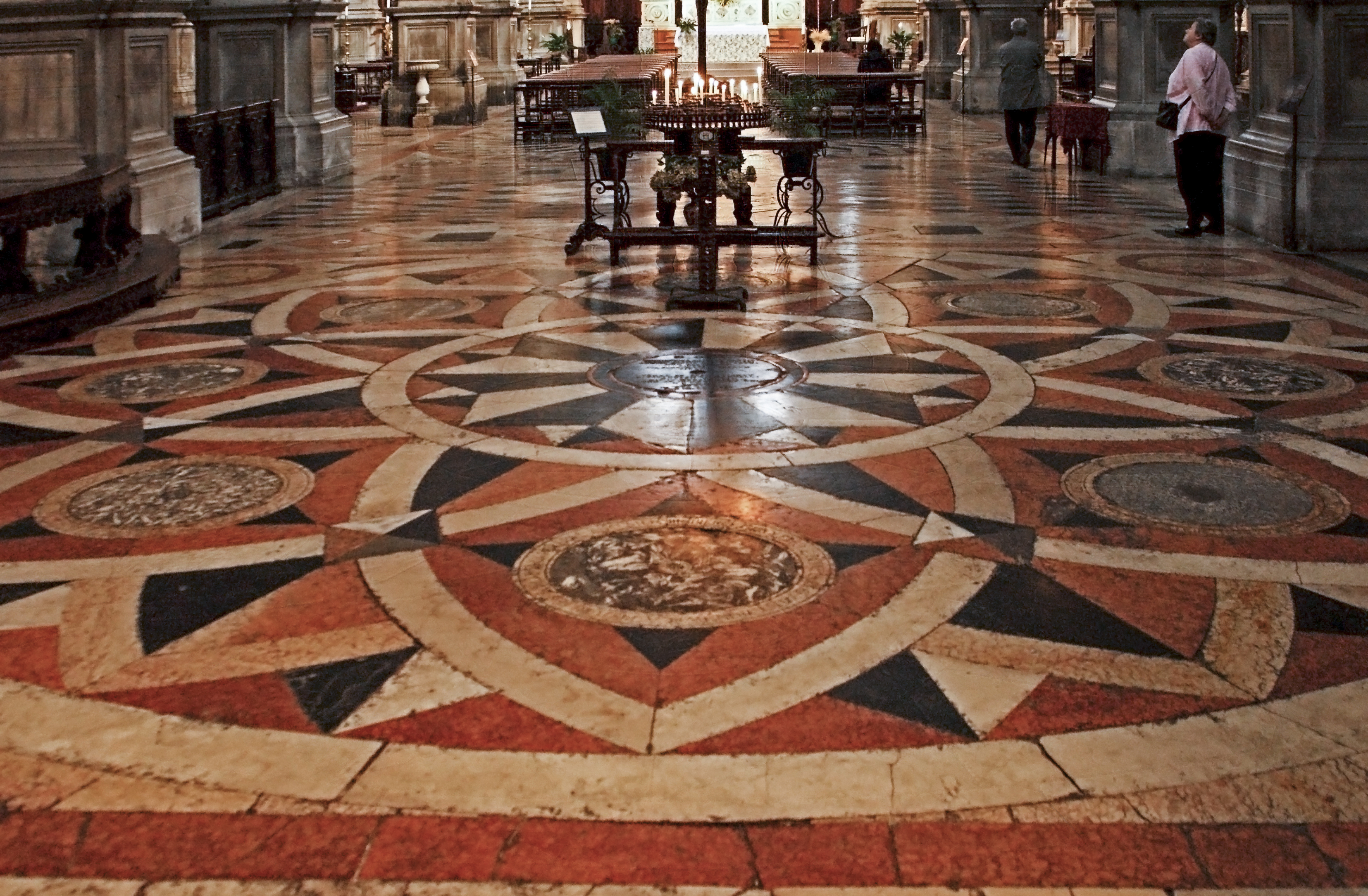
Posadzka
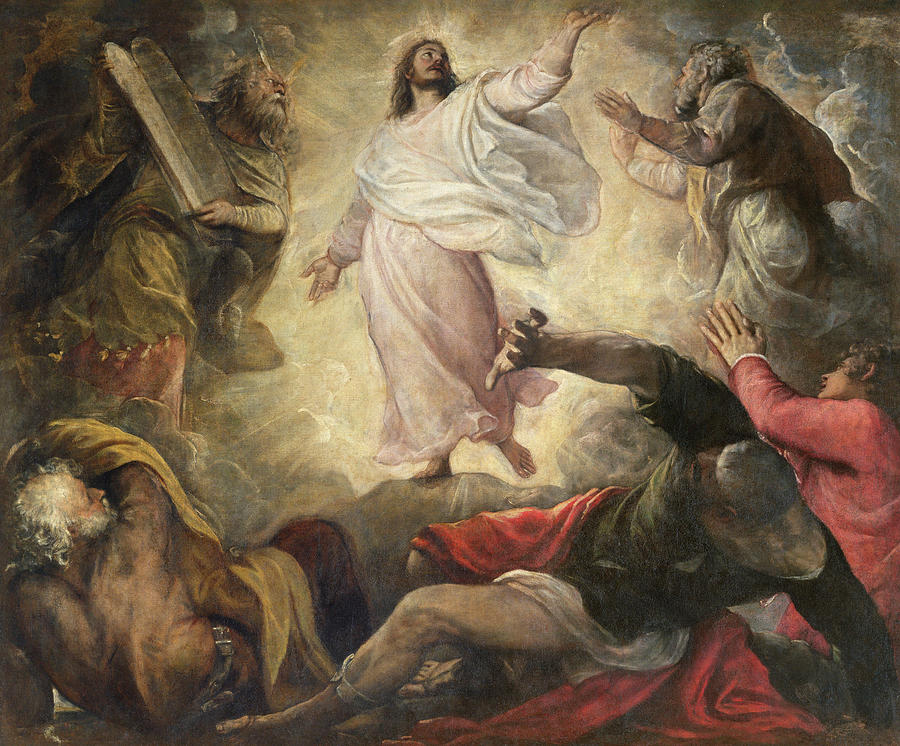
Ołtarz główny – Przemienienie Pańskie Tycjana
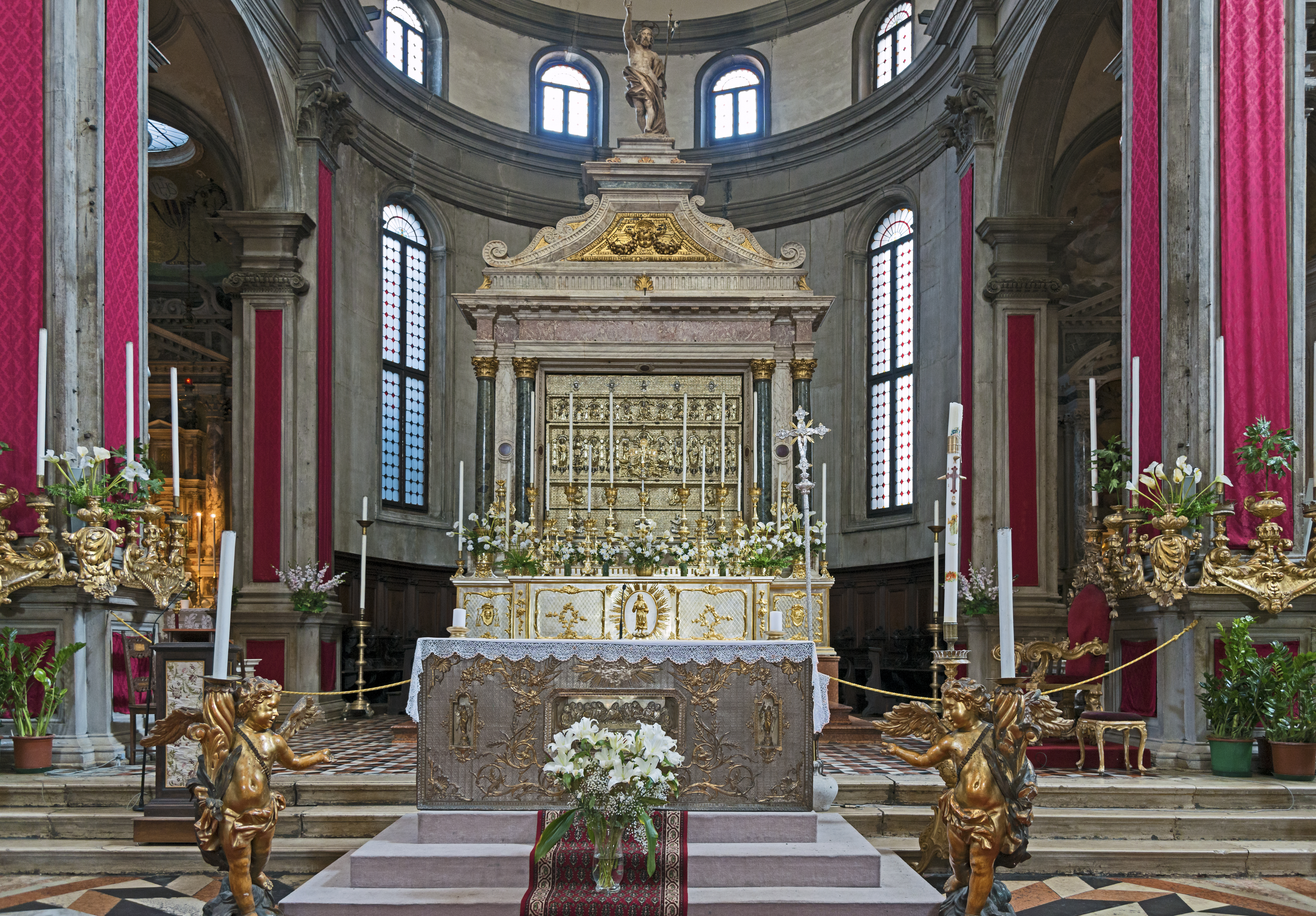
Ołtarz główny – Pala d’oro
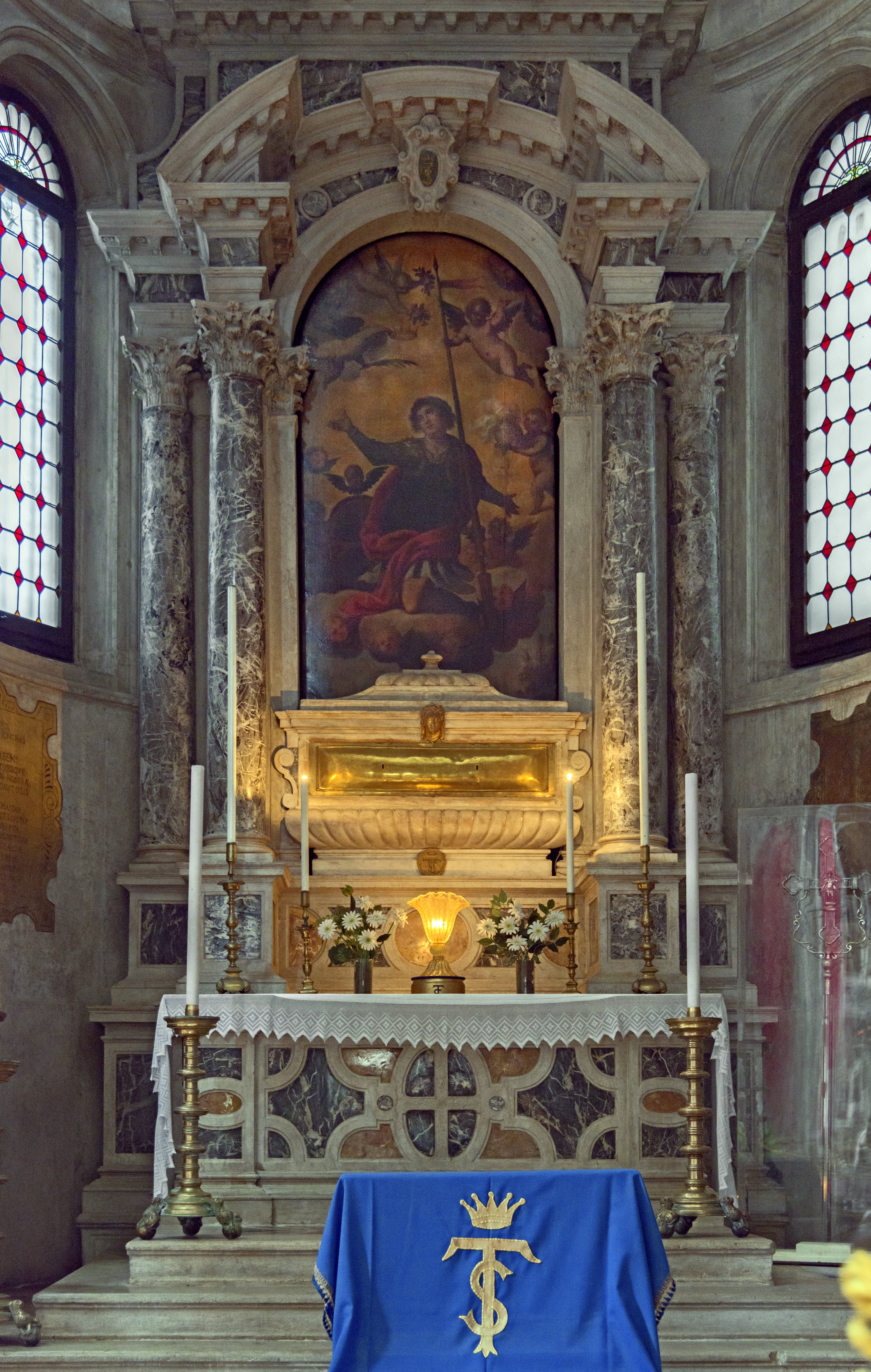
Grobowiec Świętego Teodora
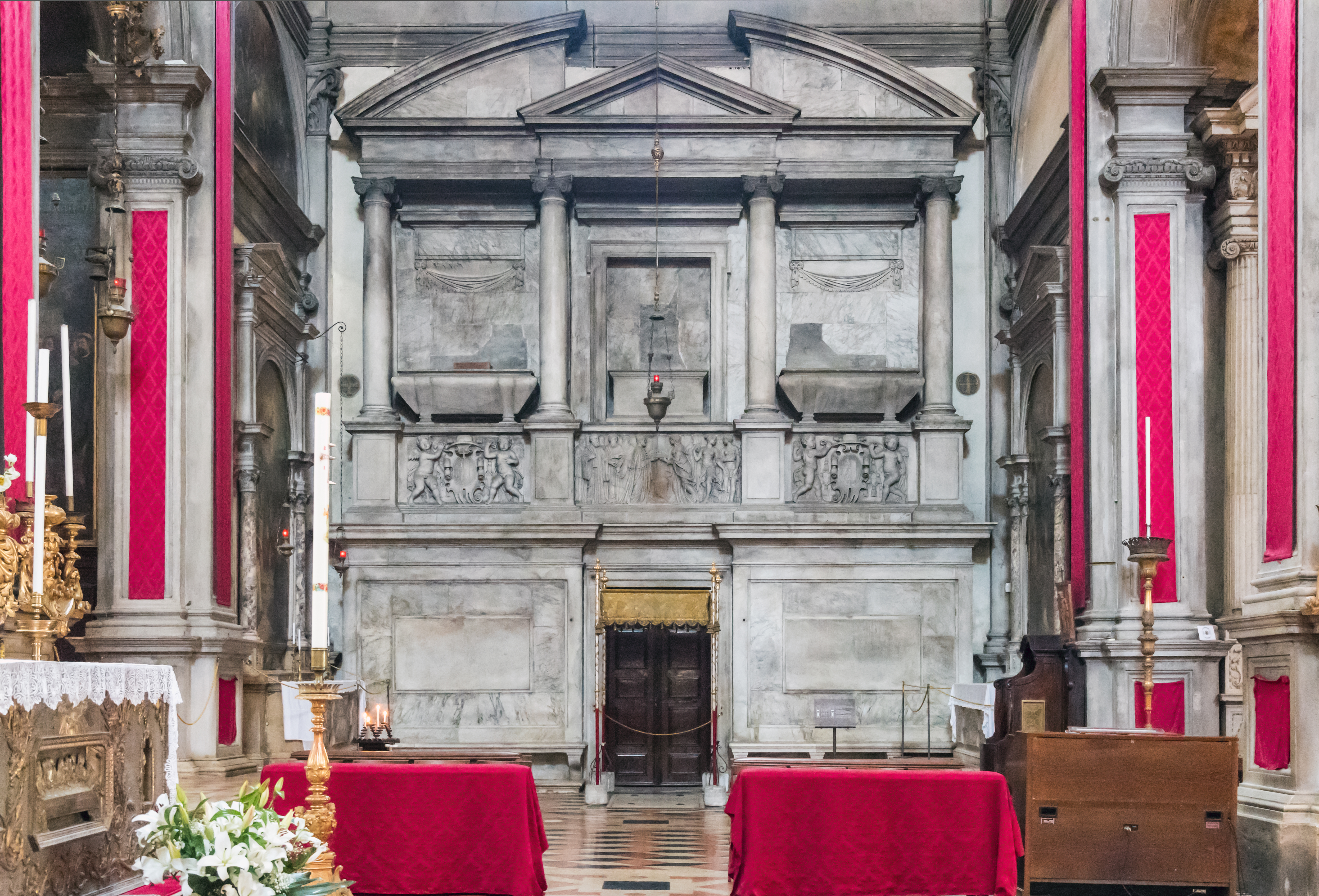
Grobowiec Katarzyny Cornaro

### Zakrystia
Zakrystia, zbudowana według projektu Giorgia Spaventa, jest pomieszczeniem prostokątnym, znajdującym się obok kościoła. Jej renesansowe wnętrze obiega rząd poliforiów, zapewniających jego oświetlenie. Freski na sklepieniu i na ścianach przypisuje się Camillowi Capellemu i – tradycyjnie – Francescowi Vecelliowi.

### Prawy transept

#### Ołtarz przy ścianie przedniej
Na ołtarzu ustawionym przy ścianie przedniej transeptu widnieje obraz Święty Leonard i Święci Andrzej, Mikołaj i Wawrzyniec Iiustiniani Francesca Fontebassa.

#### Pomnik nagrobny Katarzyny Cornaro
Na ścianie bocznej umieszczono grobowiec królowej Cypru, Katarzyny Cornaro dłuta Bernardina Contina, który ukończył pracę nad nim w 1584 roku. Struktura architektoniczna grobowca jest dość złożona; składają się na nią kolumny, tympanony, lizeny i sztukaterie. Nad drzwiami portalu znajduje się płaskorzeźba Katarzyna przekazuje doży Barbarigo koronę Cypru.

#### Ołtarz przy ścianie tylnej
W stojącym przy ścianie tylnej ołtarzu znajduje się obraz Święty Wawrzyniec Męczennik i Święci Jakub, Magdalena i Franciszek Salezy Girolama Brusaferra (1729).

### Nawa prawa

#### I ołtarz
W pierwszym ołtarzu, w marmurowej oprawie znajduje się obraz Zwiastowanie Tycjana.

#### Pomnik nagrobny Francesca Veniera
Za ołtarzem znajduje się mający formę łuku triumfalnego pomnik nagrobny Francesca Veniera, będący najbardziej znaczącym zespołem rzeźbiarskim i architektonicznym kościoła. Zróżnicowanie, kolorystyka i wykwintność użytego do jego budowy marmuru, pozłocenia i bogactwo dekoracji pozwalają zaliczyć go do najbardziej znaczących pomników nagrobnych dożów połowy XVI wieku. Został zaprojektowany i wykonany przez Jacopa Sansovina w latach 1556–1561, z pomocą Alessandra Vittorii i innych rzeźbiarzy. Podstawę jego konstrukcji stanowią 4 kolumny w porządku kompozytowym. Ponad nimi, pośrodku założenia, znajduje się figura doży, spoczywającego na sarkofagu. Po obu stronach, w niszach, umieszczono dwie alegoryczne figury, Miłosierdzia, przypisywanego Tommasowi da Lugano (z lewej strony) i Wiary Alessandra Vittorii (z prawej strony). W lunecie kondygnacji najwyższej, ponad figurą doży, widnieje płaskorzeźba Alessandra Vittorii, Pietà adorowana przez dożę Veniera i Świętego Franciszka, jego patrona. Płaskorzeźbę flankują herby rodowe, umieszczone w obramowaniach.

#### OłtarzMadonna z Dzieciątkiem
Następnym dziełem jest ołtarz z rzeźbą Madonny z Dzieciątkiem Girolama Campagni.

#### Pomnik nagrobny Andrei Dolfina i Benedetty Pisani
Za ołtarzem znajduje się kolejny pomnik nagrobny, prokuratora św. Marka, Andrei Dolfina (zm. 1602) i jego małżonki, Benedetty Pisani (zm. 1595), zrealizowany przez Giulia Del Mora z udziałem Girolama Campagni. Podstawę założenia stanowią 4 kolumny z szarego marmuru. W wyższej, trzyczęściowej kondygnacji znajduje się figura Zbawiciela (dłuta Del Mora), flankowana popiersiami Andrei Dolfina (z lewej strony) i Benedetty Pisani (z prawej, oba dłuta Girolama Campagni). Kondygnację w najwyższą zdobią posągi Świętego Andrzeja (z lewej) i Świętego Benedykta (z prawej, oba dłuta Del Mora).

#### Ołtarz Krucyfiksu
Jako ostatni w nawie prawej jest ołtarz Krucyfiksu (lub Zmarłych). Tworzą go 4 kolumny zwieńczone łukowym tympanonem: W centrum ołtarza znajduje się wykonany z brązu krucyfiks, a po obu jego stronach posągi Najświętszej Maryi Panny i Świętego Jana.

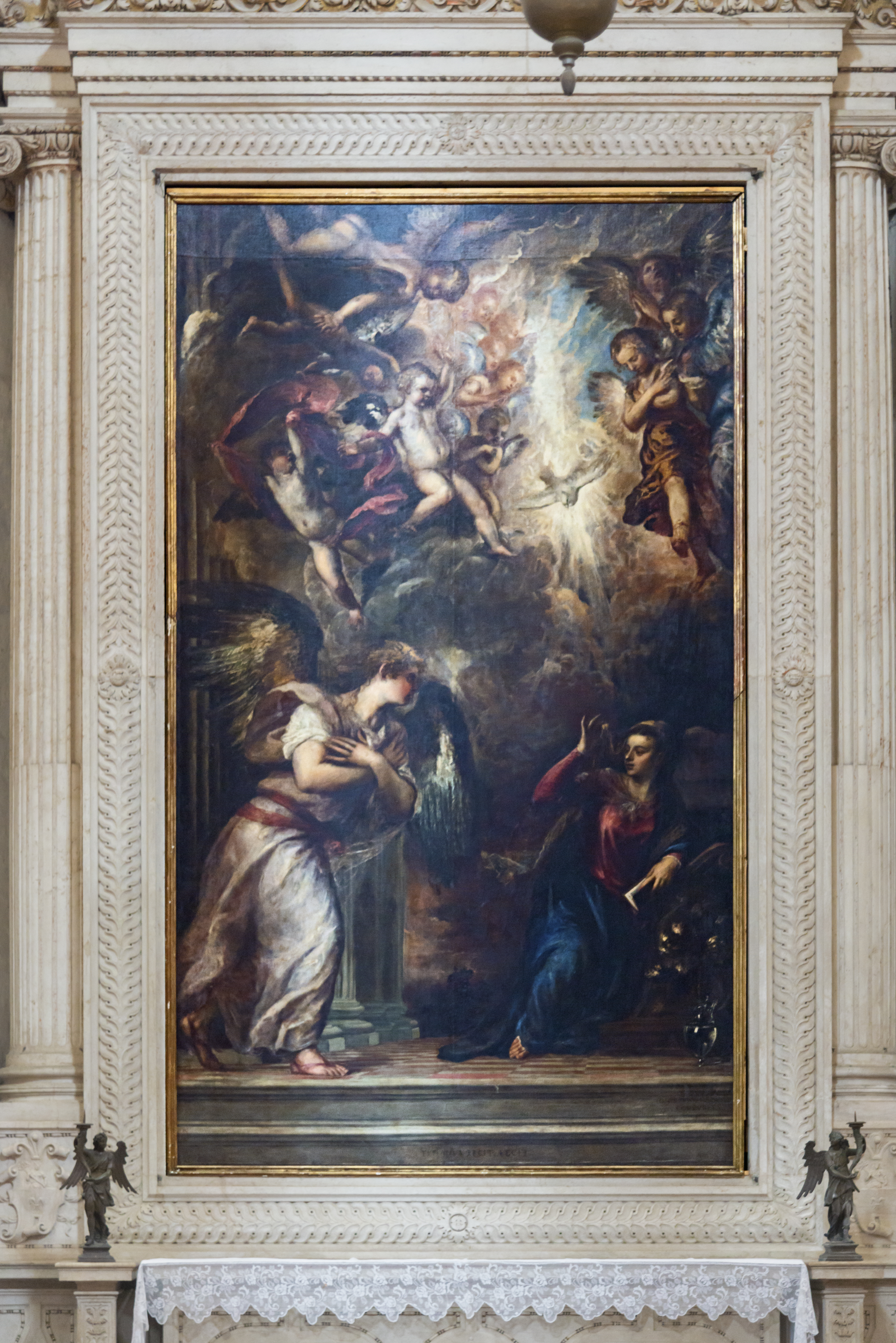
Tycjan, Zwiastowanie
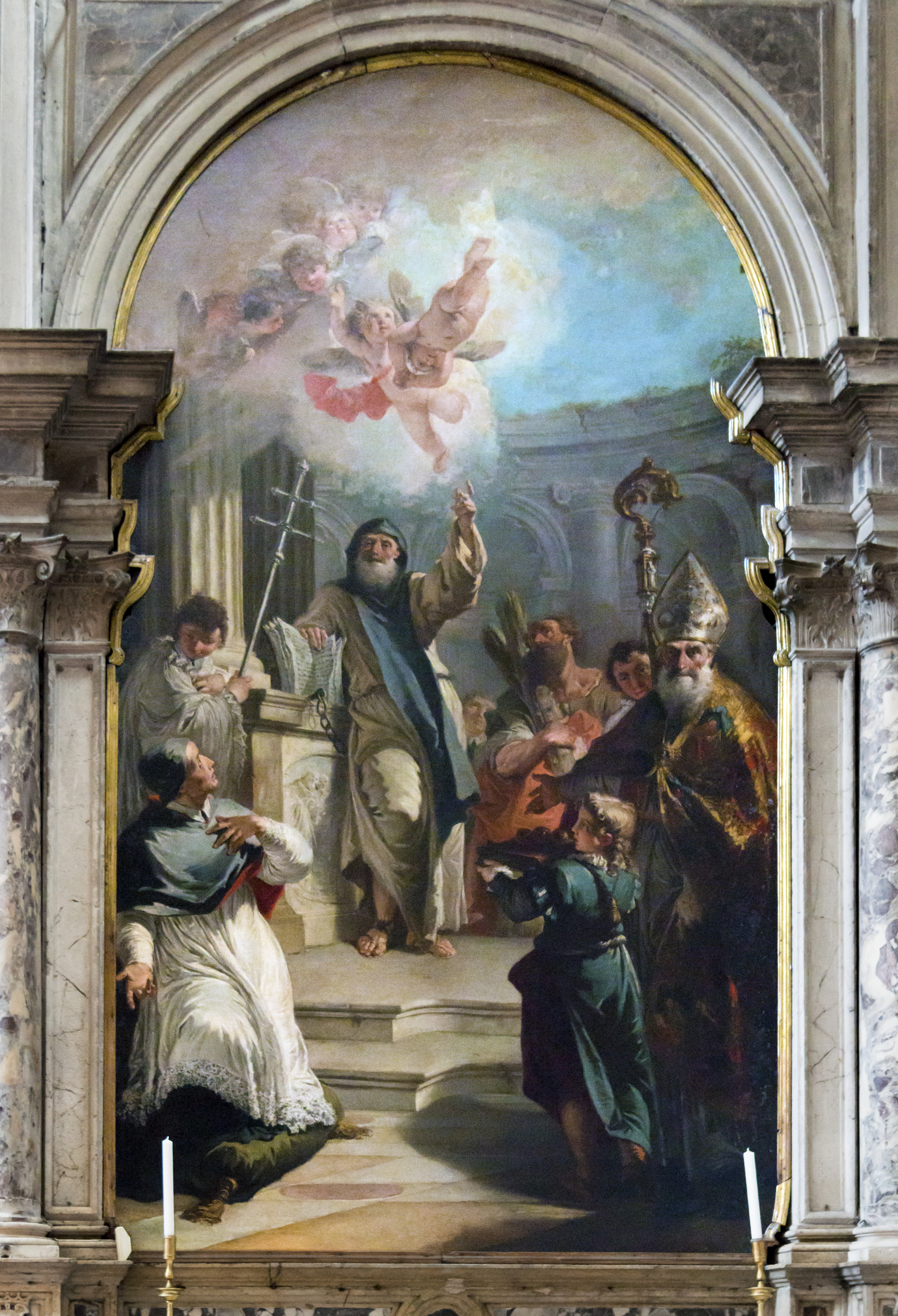
Francesco Fontebasso, Święty Leonard i Święci Andrzej, Mikołaj i Wawrzyniec Iiustiniani
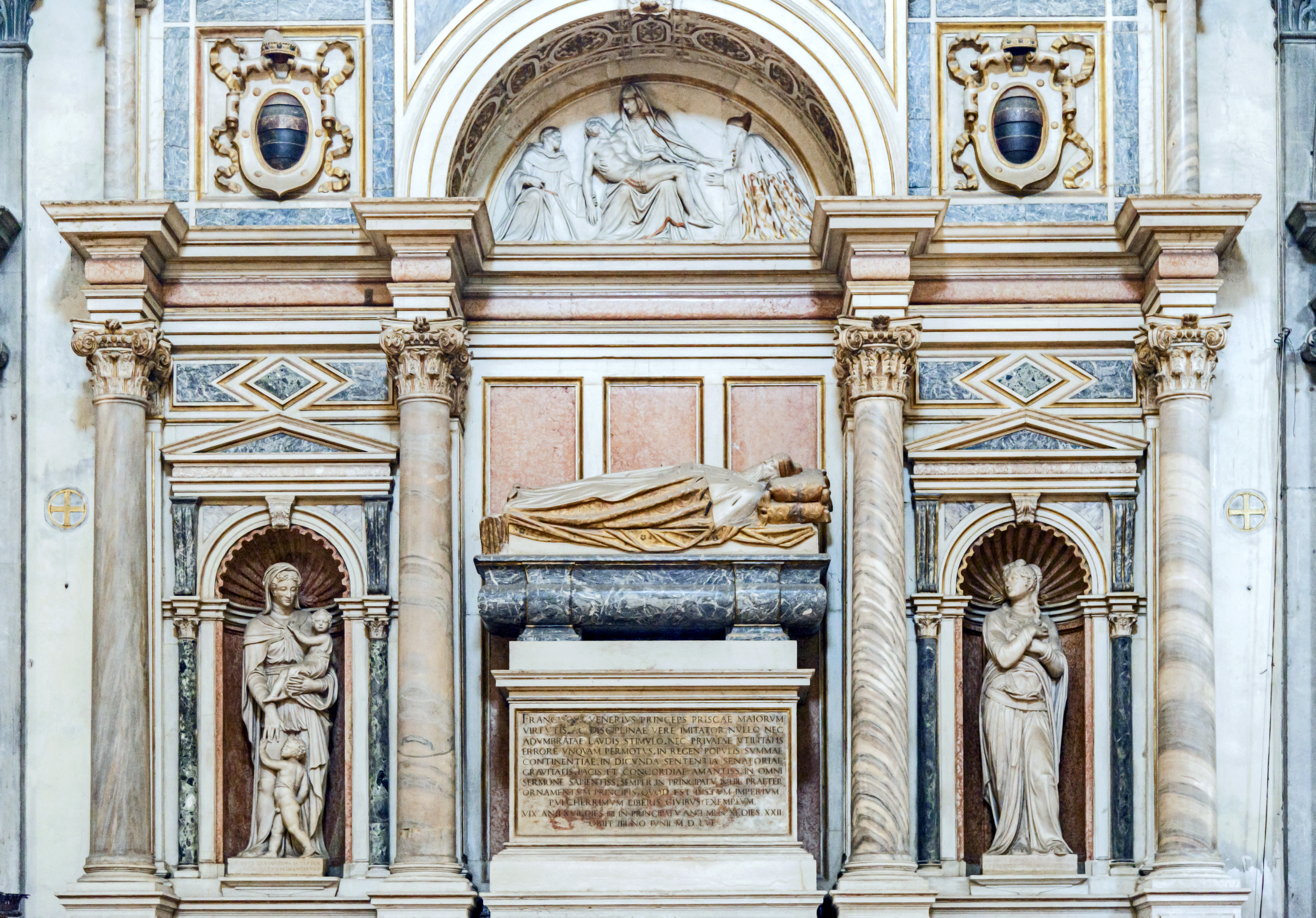
Pomnik nagrobny Francesca Veniera

### Apsyda lewej nawy
W apsydzie lewej nawy znajduje się kaplica Najświętszego Sakramentu. Jej sklepienie zdobi mozaika Przeor Antonio Contarini adoruje Przenajświętszy Sakrament autorstwa Crisogona Novella. Na ścianie bocznej wisi obraz Wieczerza w Emaus Vittore Carpaccia lub któregoś z malarzy szkoły Giovanniego Belliniego.

### Lewy transept

#### Ołtarz Świętej Rodziny
Przy ścianie przedniej znajduje się ołtarz z obrazem Święta Rodzina Lattanzia Quereny. W lunecie powyżej widnieje malowidło Ojciec Przedwieczny pomiędzy Zbawicielem a Maryją Dziewicą pędzla Natalina da Murano.

#### Pomnik nagrobny Marca Cornera
Kiedy jeszcze kościół był wciąż w budowie, kanonicy przyznali rodzinie Cornerów miejsce pod budowę grobowca kardynalna Marca Cornera. Projekt grobowca zlecono początkowo Giovanniemu Marii Falconettowi, jednak jego projekt pozostał na papierze. W 1570 roku budowę pomnika przejął Bernardino Contin, który upodobnił swój projekt do zrealizowanego przez siebie w przeciwległym ramieniu transeptu grobowca królowej Cypru, Katarzyny Cornaro tworząc – podobnie jak tam – dość złożony architektonicznie zespół kolumn, tympanonów, pilastrów, sztukaterii i rzeźb. W centrum kompozycji znajduje się chrzcielnica, a za nią obraz Chrzest Chrystusa w Jordanie Nicolasa Régniera. Nad obrazem umieszczono płaskorzeźbę Nałożenie kardynalskiego kapelusza przez papieża na głowę Marca Cornera, choć pomnik nagrobny został ostatecznie dedykowany również dwóm innym kardynałom z roku Cornerów, bratu Marca Francescowi oraz Andrei.

#### Ołtarz Świętego Karola Boromeusza
Stojący przy tylnej ścianie lewego transeptu ołtarz został ufundowany w 1617 roku przez Graziosa Bontempelli del Calice, kupca z Brescii, otrzymując początkowo wezwanie Pietà, które później zmieniono na wezwanie Świętego Karola Boromeusza, arcybiskupa Mediolanu. W centralnej niszy marmurowego ołtarza znajduje się malowidło Sante Perandy Pietà, Święty Karol Boromeusz i portrety zleceniodawcy i jego brata.

### Nawa lewa

#### Ołtarz Świętego Antoniego Pustelnika
Pierwszy ołtarz nawy lewej został dedykowany Świętemu Antoniemu Pustelnikowi. Wykonał go Alessandro Vittoria. W 1729 roku dodano marmurowe tabernakulum, w którym złożono relikwie Świętego Antoniego. Z lewej strony tabernakulum znajduje się figura Świętego Rocha, a z prawej – Świętego Sebastiana (patronów chroniących od zarazy). W ołtarzu umieszczony jest obraz Madonna z Dzieciątkiem, Święty Antoni Pustelnik pomiędzy Świętym Janem Chrzcicielem a Świętym Franciszkiem z Asyzu Palmy młodszego.

#### Organy i chór muzyczny
Nad bocznym portalem, prowadzącym do Marcaria, znajduje się prospekt organowy i chór muzyczny, zbudowane w 1530 roku przez Jacopa Sansovina. W bocznych niszach stoją posągi Święty Hieronim dłuta Danese Cantanea (z prawej strony) i Święty Wawrzyniec Giacoma Fantoniego (obaj byli uczniami Sansovina). Na otwartych drzwiach portalu widnieją obrazy Francesca Vecellia: Przemienienie Pańskie (na lewym skrzydle) i Zmartwychwstanie Pańskie (na prawym), natomiast w wersji zamkniętej odpowiednio: Święty Augustyn i Święty Teodor. Ten sam artysta namalował przypuszczalnie freski na sklepieniu zewnętrznej niszy, prowadzącej do portalu.

#### Ołtarz Świętego Hieronima
XVI-wieczny ołtarz jest dziełem Guglielma dei Grigi, natomiast ustawiony na nim posąg Świętego Hieronima wyrzeźbił Tommaso Lombardo, uczeń Sansovina.

#### Pomnik nagrobny Lorenza i Girolama Priulich
Pomnik nagrobny dożów Lorenza i Giorolama Priulich został zbudowany w tutejszym kościele, pomimo iż obaj zostali pochowani w kościele San Domenego de Castelo. Projekt monumentalnego w wyrazie dzieła opracował Giovanni Antonio Rusconi, a zrealizował Alessandro Vittoria pod kierunkiem Cesare Franca. Kompozycja składa się z dwóch symetrycznych części, przedzielonych pojedynczą kolumną. Dwukondygnacyjne założenie obramowane jest 7 kolumnami z ciemnoszarego marmuru, osadzonymi na solidnych bazach i zwieńczonych potężnym gzymsem z płaskorzeźbionym fryzem. W dolnej kondygnacji, na katafalkach w formie sarkofagu spoczywają posągi obu dożów. Autorstwo rzeźb przypisuje się Giuliowi Del Moro. W kondygnacji górnej stoją z kolei dwa posągi wyobrażające patronów obu dożów, Świętego Wawrzyńca i Świętego Hieronima, również dłuta tego samego artysty. Przed pomnikiem nagrobnym stoi dożów posąg Świętego Piusa X, dzieło Antonia Baggia.

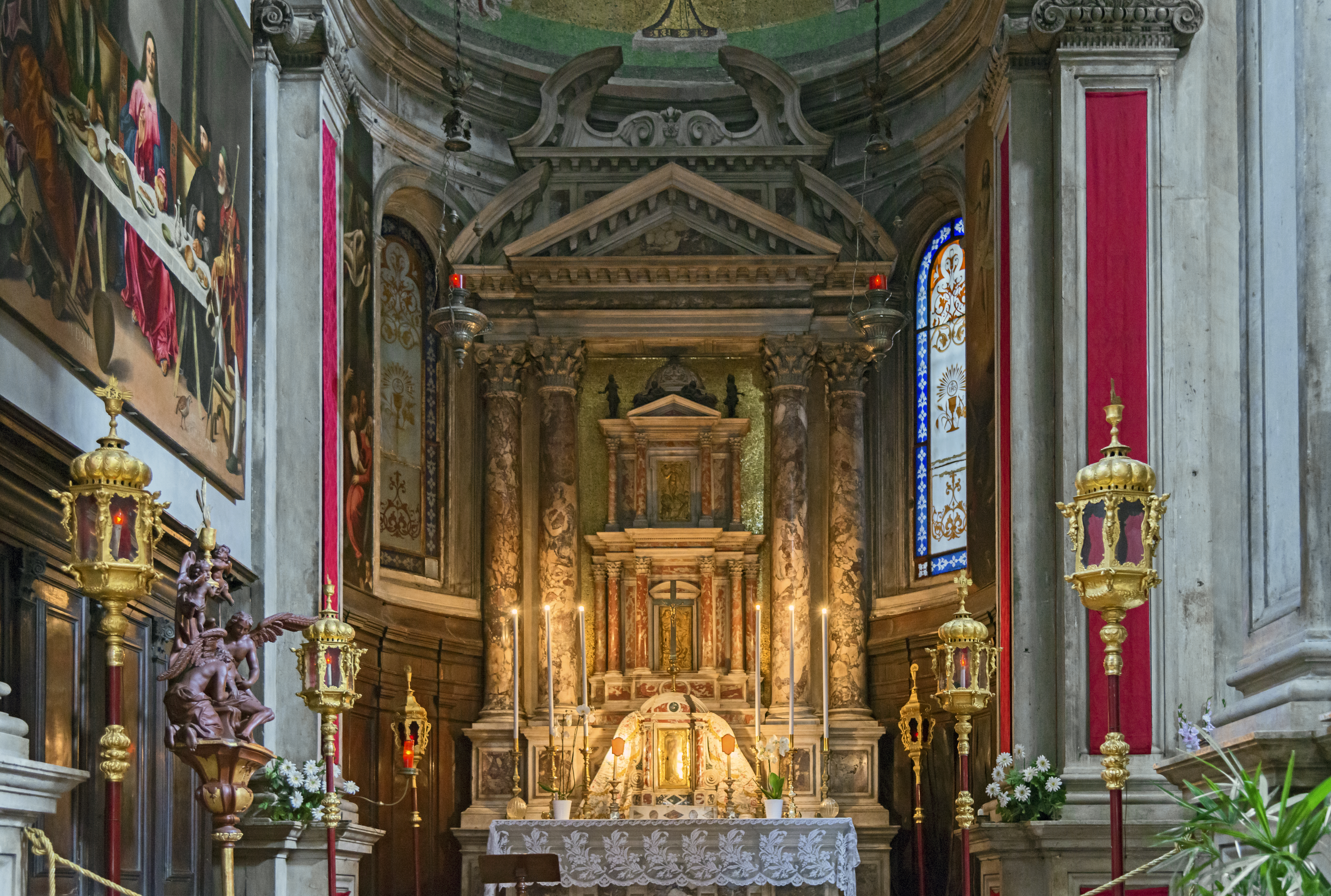
Kaplica Najświętszego Sakramentu
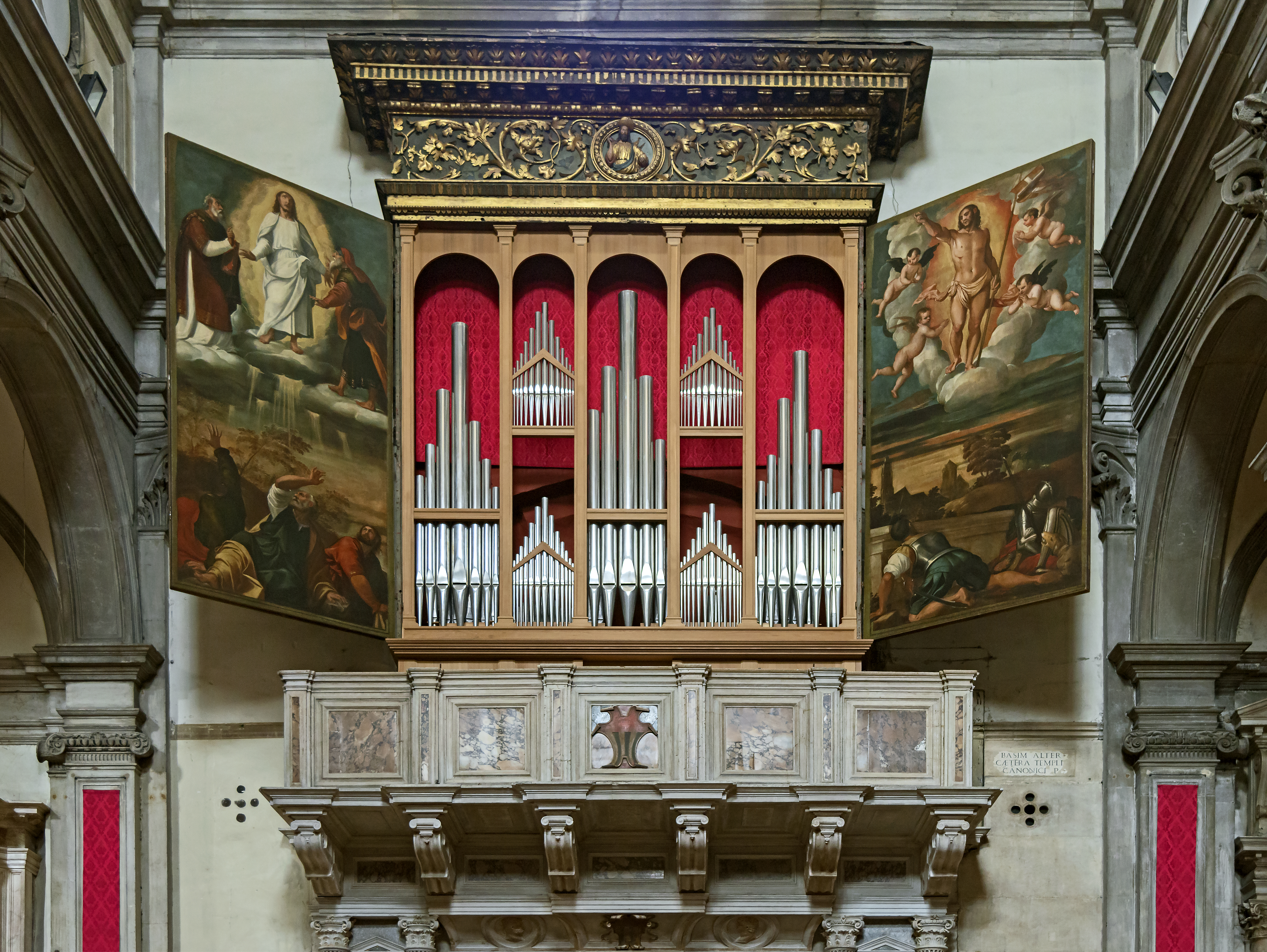
Organy
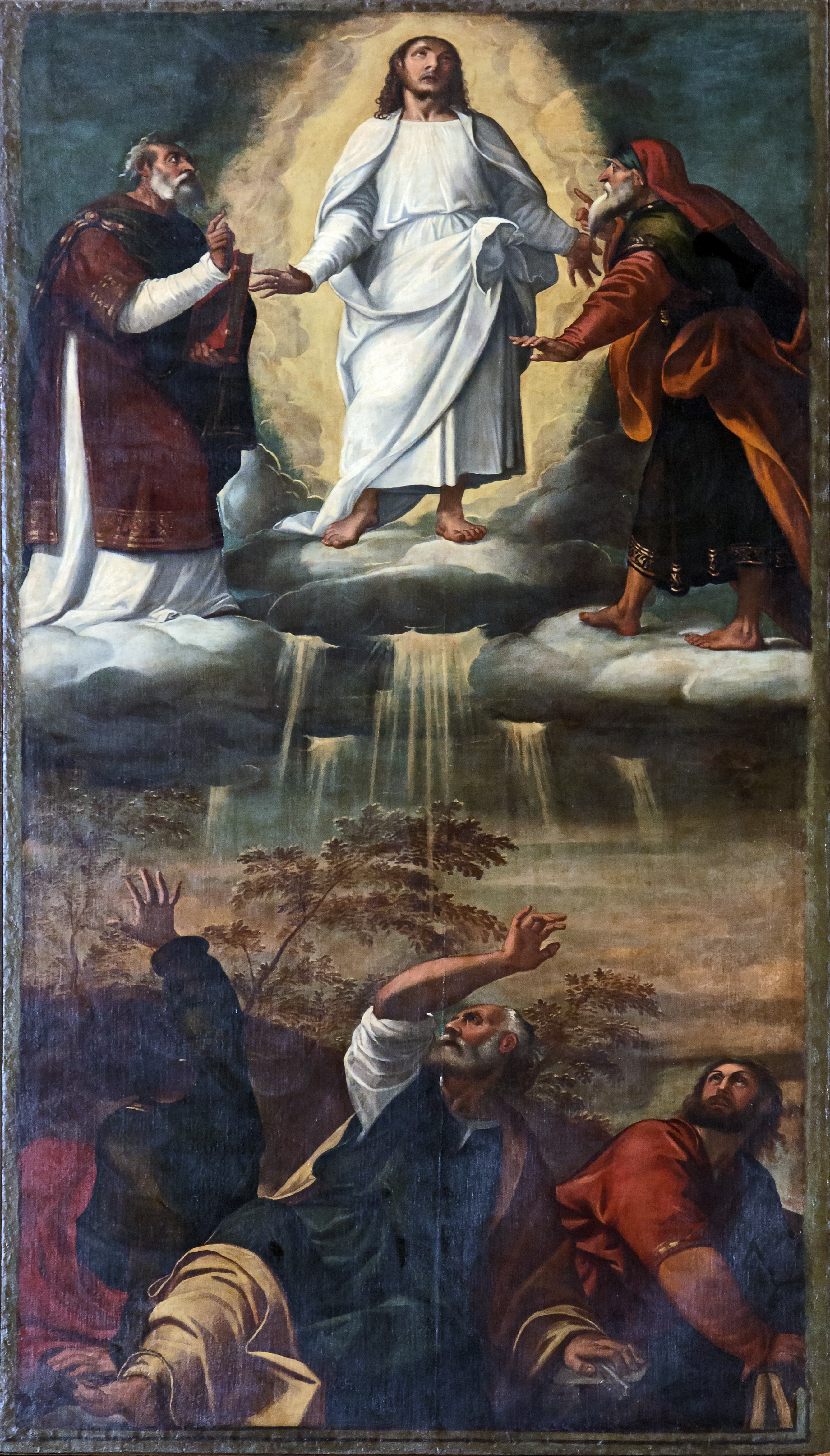
Francesco Vecellio, Przemienienie Pańskie
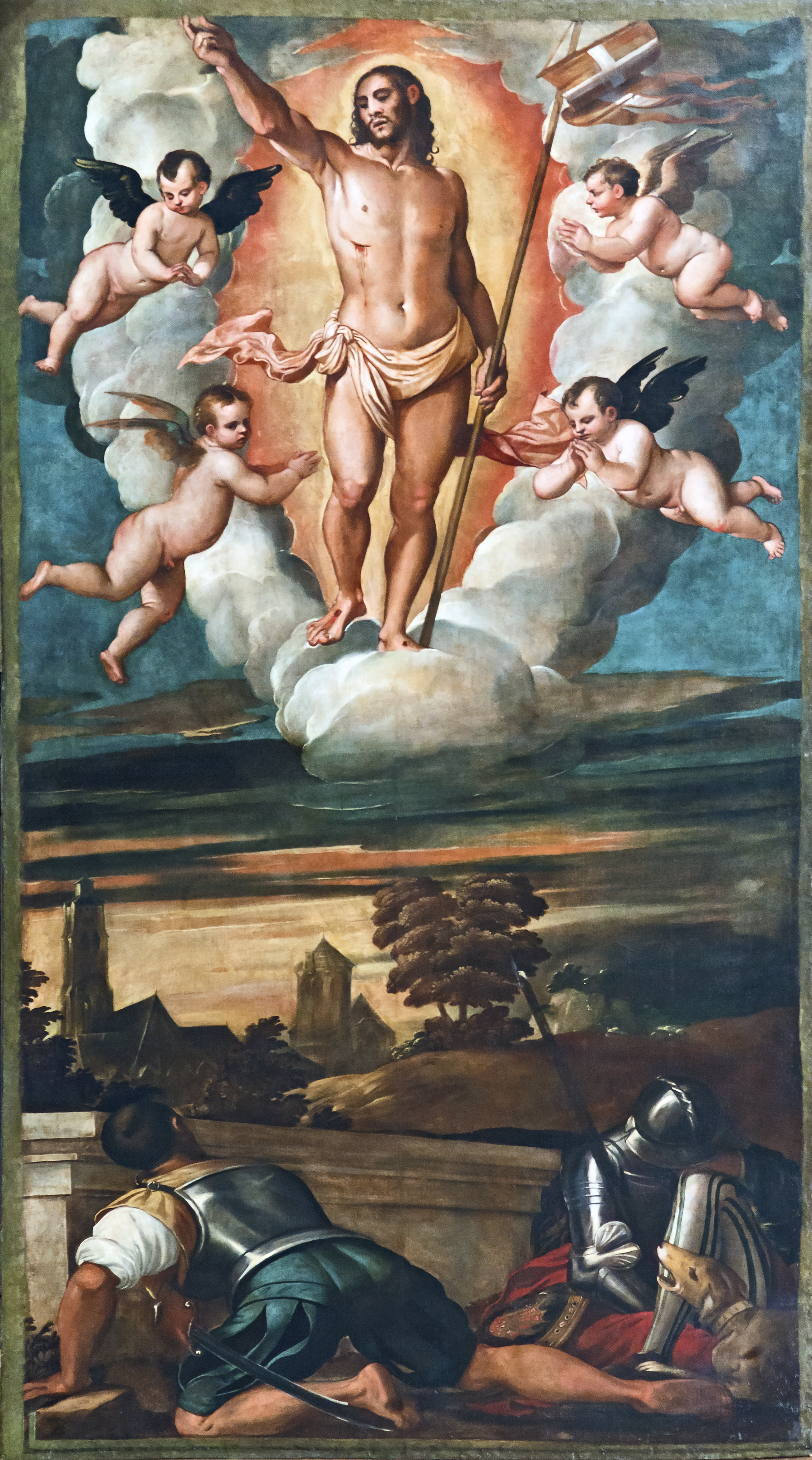
Francesco Vecellio, Zmartwychwstanie Pańskie
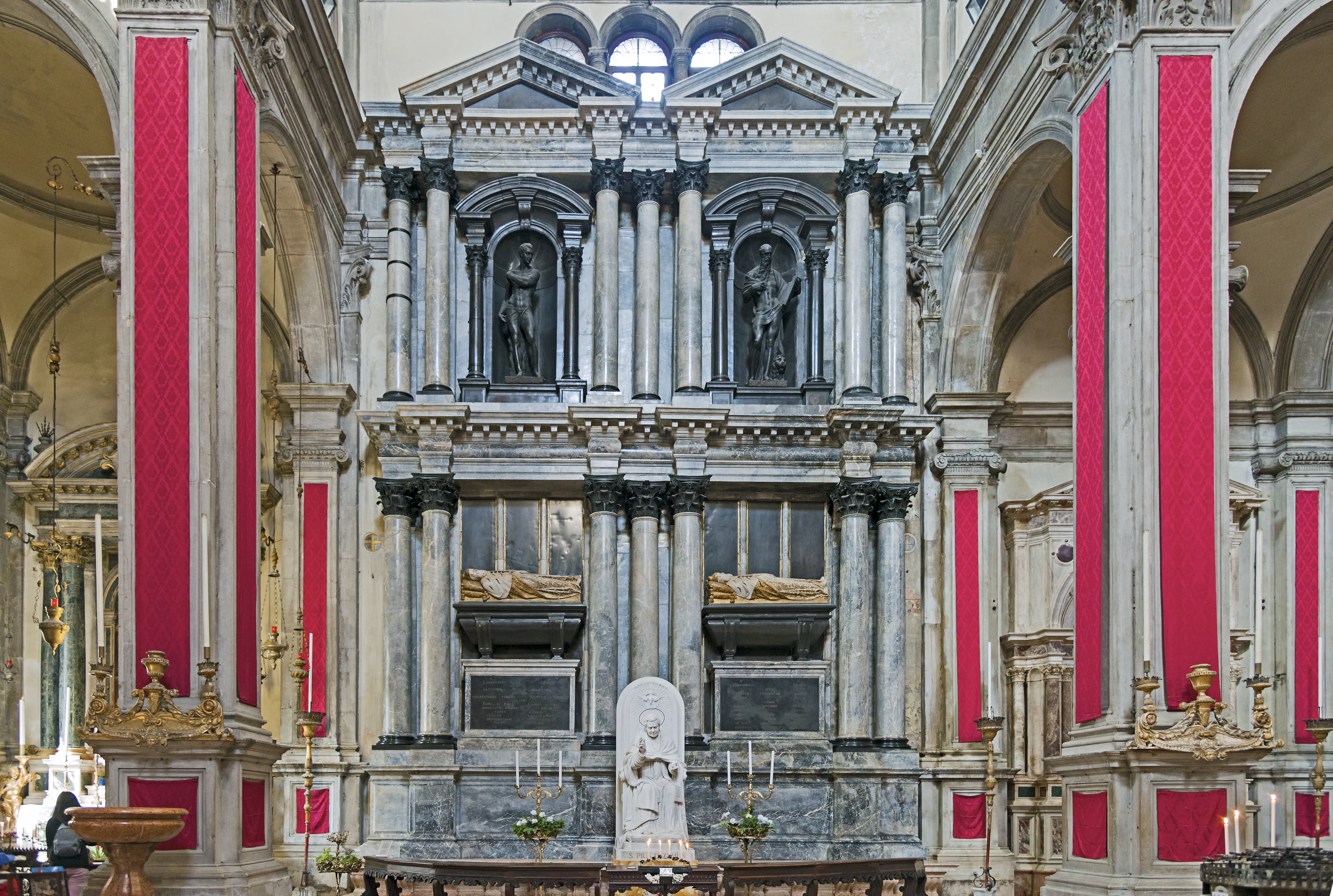
Pomnik nagrobny dożów Lorenza i Girolama Priulich